# Famille Da Mare (Gênes)
Pour les articles homonymes, voir Famille Da Mare.
Les Da Mare (ou da Mar) sont une famille génoise qui prit le contrôle du nord du Cap corse au XIIIe siècle, y établissant pour cinq siècles un fief ayant Rogliano pour capitale. Inscrite dans le livre d'or de la Noblesse Italienne, la branche aînée qui vit sur le continent porte les titres de Prince de Acquaviva et de marquis d'Assigliano.
Le 24 janvier 1348, à la mort de Galeotto (vers 1290-1348), les Da Mare créent des statuts (54 chapitres de quelques lignes), rédigés par le notaire de Rogliano, qui, entre autres, fixent l’entretien et l’abri des escales, luttent contre la fraude et la contrebande, garantissent la qualité et le prix du vin. Ces écrits constituent le plus ancien code de loi connu en Corse.
Ils donnèrent à leur seigneurie le nom de San Colombano, nom d'un moine irlandais canonisé en 615, mort à Bobbio (Émilie-Romagne). Mais l'ermitage roglianais du nom de San Colombano est sans doute antérieur aux Da Mare.

## Personnalités
- Angelenius da Mare (vers 1140-Gênes 1178), descendant dit-on (?) d'Oberto Opizzo et consul de la commune de Gênes mort assassiné.

- Ansaldo da Mare (vers 1175 à Gênes - † 1254 à Gênes) à 80 ans environ, inhumé dans l'église San Domenico (son tombeau surmonté d'un très beau buste porte l'épitaphe suivante: ANNO 1254 SEPULCHRUM NOBILIS VIRI ANSALDI DA MARE COMITIS CORSICAE SERENISSIMI PRINCIPIS FREDERICI ROMANORUM IMPERATORIS AMIRALIS, en français : année 1254. Tombe du noble Ansaldo da Mare, comte de Corse, amiral du sérénissime prince Frédéric, empereur des Romains, fils du précédent. L'empereur Frédéric II, dont il était amiral, le fit seigneur de Capraia en 1199. De là, Ansaldo débarqua dans le cap Corse pour y acquérir un fief qu'il acheta en 1246 au seigneur Agostino Peverelli pour 4000 livres de Gênes puis il acheta les châteaux des Motti (Luri), d'Oveglia (Cagnano), et de Minerbio au seigneur Sozzio Peverelli et à son fils Giacomo. Puis, en 1249, il obtint du seigneur de Luri -Aldobrando del Campo-, la cession de ses droits sur ses biens de Luri et de Rogliano. Enfin, à 78 ans, en 1252, il acheta au seigneur Oberto Avogari (ancêtre des futurs Avogari de Gentile) ses droits sur Santa Maria della Chiapella pour 2000 livres.

- Guglielmino da Mare (alias Ansaldino), fils d'Ansaldo.  En 1246, il acheta la seigneurie de San Colombano (Rogliano). En 1249, il battit les seigneurs Avogari à Barrettali, leur confisquant leurs possessions septentrionales. En 1252, il installe sa capitale au Castellacciu de San Colombano, premier château de Rogliano. Il céda la communauté de Conchiglio, partie méridionale de Barrettali et limite sud du fief à la frontière avec Canari, à l'évêque du Nebbio en 1269.

- Enrico ou Alamono da Mare (v. 1220 - † après 1284), fils d'Ansaldino. Il se fait amiral pour Charles d'Anjou puis passe au service de Gênes en 1283. Les 5 et 6 août 1284, au large de Livourne, la flotte génoise, qu'il commande, anéantit les forces pisanes lors de la bataille de la Meloria, renversant la domination de la Méditerranée en faveur de Gênes.

- Pasquale da Mare fut nommé podestat de Bonifacio le 11 décembre 1276 par Ghjudice di Cinarca, le maître de la Corse.

- Babilano da Mare (vers 1320- † 1370 de la peste) fit partie, en 1366, d'une conspiration (avec les De Gentile et les Avogari) contre le gouverneur de l'île, Tridano della Torre, complot qui échoue le 27 avril.

- Giacomo Santo II da Mare (vers 1506- † 1554 au combat du col de Tende)  seigneur de San Colombano lors de la révolte des Corses menée par Sampiero Corso. Il se rallia à sa cause et au roi de France Henri II, qui le fait Marquis et le nomme à la tête du régiment "Royal-Corse" ce qui valut au seigneur de voir son Castello démantelé en 1554 par les autorités génoises (l'Amiral Andrea Doria) en guise de représailles. Giacopo Santo (Jacopo Santo) Da Mare périt dans la bataille de Tenda, défaite que les Français infligèrent aux Génois.

Les descendants des Da Mare sont les Negroni (ou Da Mare-Negroni), qui reprirent le fief à leur suite jusqu'en 1781, date à laquelle leur territoire est annexé à la France et le patronyme francisé en de Mari. Leur descendant actuel est le marquis François de Negroni.

## Filiation
Généalogie d'après Michel Vergé-Franceschi (2006).
1er degré :Angelenius da Mare, consul de Gênes Père d'Ansaldo qui suit.
2e degré : Ansaldo da Mare (né vers 1175-mort de maladie à Gênes en 1254), amiral de l'empereur du Saint-Empire romain germanique Henri VI Hohenstaufen (-1197), et basé à Naples (d'où sans doute le nom de l'église de Rogliano dédiée à Sant Agnello, saint napolitain du VIe siècle), fait par l'empereur Frédéric II Hohenstaufen seigneur de Capraja (1199-1254) en récompense de sa prise de la Sicile en 1194, île qui ne fut perdue par les Da Mare qu'en 1507 ; nommé par Frédéric II comte de Corse (1200-1254). Il bâtit le château de San Colombano. Et sans doute la première église Sant-Agnello (défenseur napolitain de la Chrétienté face à l'infidèle). Il participa sans doute à la croisade de Frédéric II en 1229 qui permit à l'empereur de devenir roi de Jérusalem en 1230. Il semble avoir quitté le commandement de la flotte en 1244 à 70 ans et ce en faveur de son fils Andriolo qui commande déjà la flotte en 1241, son père étant malade. Seigneur de San Colombano (1199-1254) Il est le père de :
1) Andriolo (-ap.1245), Amiral de Frédéric II
2) Guglielmo  (ap.1286).
3) Arrigo (1220-1284), Amiral génois vainqueur des Pisans en 1284 à La Meloria.
4) Domenico
5) Emmanuello (-ap.1300)
6) Bonifacio (v.1260-v.1312)
7) Ansaldino (-ap.1286). Qui constitue le 3e degré. Père de :
a) Galeotto (v.1290-1348), seigneur de San Colombano (1312-1348). Il est l'auteur des Statuts de San Colombano (1348)
b) Alamone (mort entre 1323 et 1334) ; sa veuve Marietta vend ses parts à Galeotto en 1334 en son nom et au nom de son fils Barisone.
4e degré : Galeotto est le père de :
1) Crescione le bâtard seigneur de Cannelle qui reçoit Centuri en apannage en 1348 d'où la branche des seigneurs de Centuri (à partir de 1348 mais dépossédée en 1431)
2) Bartolomeo (mort avant son père avant 1348), père d'Antonio Giovanni, seigneur de Luri, Cagnano, Barretali, château des Motti et de Poddio de Luri par partage du 24 janvier 1348
3) Babilano (v.1320-1370, seigneur de San Colombano (1348-1370). Il est le père de :
5e degré : Colombano (v.1350-1388), seigneur de San Colombano, Rogliano, Méria, château de Santa Margarita, Pino (1370-1388). Il est père de :
1) Urbino (v.1375-1426à, seigneur de San Colombano (1388-1426) et de
2)Simone 1er (v.1376-1439) qui constitue le 6e degré ; seigneur de San Colombano (San Colombano + Centuri, Morsiglia et Pino) (1388-1439). Capitaine de galère en 1423. Il héberge le célèbre chroniqueur Giovanni della Grossa. Marié à une Gentile, une Doria, une Spinola. Elles lui donnèrent :
a) Carlo mort vers 1440 
b)Pietro (v.1400-1446),qui constitue le 7e degré ; seigneur de Brando, marié à une Gentile de Brando. Père de Simone II qui suit.
c)Angielotto
d) Colombano
8e degré : Simone II (v.1432 né à Milan-mort de la peste de 1464), épouse deux Fieschi. Père de
9e degré : Giacomo-Santo 1er da Mare (v.1450-il teste le 18 mai 1520). Gênes lui retire l'île de Capraja en 1505. Il épouse une Pavia de Gênes d'où 5 enfants (dont Georgette et Simon III ci-dessous) outre 5 bâtards de sa maîtresse (une Germoni del Campo de Luri).
1) Georgette da Mare (v.1492-), mariée en 1523 au marquis génois François de Negroni, héritière du tiers des vassaux et des tours de Motti, Santa Severa, Meria et Macinaggio ; d'où a) Giacopo de Negroni (v.1524-1592), fils ainé héritier du tiers du fief San Colombano des Da Mare et b) Pier Giovanni de Negroni (v.1525-1555), hérite du reste. Tué au service d'Henri II en 1555 par les Turcs
2) Simon III (v.1480-1530) qui constitue le 10e degré et hérite du reste du fief. Epouse en 1505 une Grimaldi de Monaco.  D'où :
a) une fille mariée au chroniqueur Marc'Antonio Ceccaldi de Vescovato
b) Giacomo-Santo II da Mare (v.1509-1554) qui constitue le 11e degré, Marquis et Colonel de cavalerie par le Roi de France Henri II, tué au combat à la Bocca di Tenda en 1554. Marié à la fille de l'amiral génois Pallavicini, d'où :
12e degré : Barbara da Mare (v.1530-1604). La dernière des Da Mare. Mariée en premières noces au cousin germain de son père Pier Giovanni de Negroni (v.1525-tué par les Turcs en 1555) d'où deux filles dont Lydia mariée à Gaspare Gentile en 1576 ; remariée en secondes noces au maréchal de camp français Jean de Cros le 20 novembre 1558, impliqué au Havre dans les guerres de Religion ; sans enfants ; et enfin, à nouveau veuve, remariée en troisièmes noces au Génois Nicolo Doria (mort ap. 1571) d'où une autre fille Maddalena. L'inventaire du mobilier de Barbara a été réalisé le 10 janvier 1626 après la mort de sa fille la Magnifica Signora Maddalena Doria (-1625), épouse du Noble Seigneur cavagliere Cristoforo Tagliacarne (v.1540-v.1637) (de Bastia), épousé en 1571. Cet inventaire a été publié sous le titre "Rogliano 1626 : Le somptueux mobilier de la Tour Barbara Da Mare", par Michel-Edouard Nigaglioni, dans A Cronica, Le Journal de l'Histoire du cap Corse, octobre 1994, Association Petre Scritte, Bastia, n° 8. L'argenterie seule représente 48 kg d'argent massif ! Sans oublier les bijoux et un mobilier (volontiers en ébène) de très grande qualité, incrusté d'argent ou d'albâtre.